# True a false (Unix)
V systémech unixového typu jsou true a false takové příkazy, jejichž návratová hodnota je vždy 0 resp. 1.
Shell interpretuje 0 (úspěch) resp. 1 (chyba) jako pravdivostní hodnotu. Toho se často využívá v shellových skriptech k tvorbě podmíněný výrazů a cyklů, v nichž jsou řídící podmínky dány návratovou hodnotou spouštěného programu. Například následující skript neustále vypisuje textový řetězec hello:
```
while
 
true

do

	
echo
 
hello

done

```

Dalším využitím je tvorba sekvence příkazů, která vždy selže (vždy vrátí nenulovou hodnotu):
```
make … && false
```

Nastavení uživatelova přihlašovacího shellu na false (v /etc/passwd) mu odepře možnost přihlášení k shellu. Jeho účet však zůstane aktivní a bude moci využívat ostatní služby jako např. FTP.
Programy nemají žádné parametry. Pouze v některých variantách reagují na standardní parametry --help a --version.
Příkaz true může být také zapsán jako dvojtečka :. V tomto tvaru je zpravidla implementován jako vestavěná funkce shellu a je používán jako krátká varianta true
```
while
 
:
;
 
do
 
…
;
 
done

```

nebo jako pomocný prázdný příkaz pro přiřazení hodnoty do proměnné s využitím rozvoje parametru:
```
:
 
${
TMPDIR
:=/tmp
}

:
 
${
EDITOR
=
$DEFEDITOR
}

:
 
${
USER
=
${
LOGNAME
-
`
whoami
`
}}

```